# Eugene Cordero
Eugene Cordero (Detroit, 18 de julio de 1978) es un actor, escritor y comediante estadounidense. Apareciendo con frecuencia en papeles cómicos, ha aparecido en papeles recurrentes en producciones como Other Space (2015), Bajillion Dollar Propertie$ (2017–2019), Tacoma FD (2019-2021) y Star Trek: Lower Decks (2020-presente). Sus apariciones en televisión también incluyen papeles recurrentes en House of Lies (2014), Crazy Ex-Girlfriend (2015-2017), The Good Place (2016-2020) y Wrecked (2018). Fuera de la comedia, ha sido un habitual en la serie de Disney+ Loki desde 2021. Los papeles cinematográficos de Cordero incluyen la comedia dramática The Kings of Summer (2013), Kong: Skull Island (2017) y el drama criminal The Mule (2018).

## Edad temprana y educación
Cordero creció en los suburbios del norte de Detroit. Se graduó del Brother Rice High School en 1996. Más tarde se mudó a la ciudad de Nueva York para asistir al Marymount Manhattan College.
Comenzó a improvisar con Chicago City Limits antes de tomar clases en Upright Citizens Brigade y actuar como miembro de ASSSSCAT.

## Carrera
Cordero ha trabajado principalmente en comedia, apareciendo en programas de televisión como Drunk History, Kroll Show, Silicon Valley, The Office, Brooklyn Nine-Nine, Bajillion Dollar Propertie$, Veep, The Good Place y Crazy Ex-Girlfriend. Cordero consiguió un papel invitado en Hawaii Five-0 después de hacer un sketch sobre la falta de diversidad del programa. Cordero fue uno de los personajes principales de la serie de comedia de Yahoo! de ciencia ficción de 2015 Other Space. En 2019, Cordero comenzó un papel protagónico en Tacoma FD e hizo una aparición en The Mandalorian. En abril de 2021 se anunció que se uniría al elenco de la serie Loki de Disney+. En la temporada 2, se reveló que su personaje Casey era una variante temporal del ladrón de bancos y fugitivo de Alcatraz Frank Morris.
A partir de 2013, Cordero prestó su voz a Jamie en la serie de Cartoon Network Steven Universe. También prestó su voz a Sawyer D. y Brian en Bob's Burgers. Da voz al alférez Sam Rutherford en Star Trek: Lower Decks, que se estrenó en 2020.
Cordero ha aparecido en películas como Mike y Dave Need Wedding Dates, Kong: Skull Island, The Kings of Summer y Ghostbusters.
Cordero ha aparecido varias veces en el podcast programa de televisión Comedy Bang! Bang!. Cordero es coanfitrión de un podcast de fitness con Ryan Stanger llamado The Dumbbells.
Cordero ha aparecido como panelista en "Wait Wait... Don't Tell Me!" de la NPR.

## Vida personal
Cordero es de ascendencia filipina. Vive en Los Angeles. Cordero fue compañero de secundaria del comediante Andy Juett en el Brother Rice High School en Michigan, con quien luego colaboró en Sexpot Comedy.Cordero está casado con la escritora de comedia Tricia McAlpin.Tienen dos hijos.

## Filmografía

### Película
| Año  | Título                           | Rol                     | Notas                 |
| ---- | -------------------------------- | ----------------------- | --------------------- |
| 2010 | When in Rome                     | Jugador de póquer n.° 2 |                       |
| 2010 | Furry Vengeance                  | Queso                   |                       |
| 2013 | The Kings of Summer              | Colín                   |                       |
| 2013 | Afternoon Delight                | Bobby                   |                       |
| 2014 | Our RoboCop Remake               | Científico              | Segmento: "Escena 20" |
| 2016 | Mike and Dave Need Wedding Dates | Kai – Gerente del hotel |                       |
| 2016 | Cazafantasmas                    | Bass                    |                       |
| 2017 | Kong: La Isla Calavera           | Joe Reles               |                       |
| 2018 | The Mule                         | Luis Rocha              |                       |
| 2020 | The High Note                    | Seth                    |                       |
| 2020 | Golden Arm                       | Greg                    |                       |
| 2022 | Easter Sunday                    | Eugene                  |                       |

### Televisión
| Año          | Título                          | Rol                                             | Notas                                                              |
| ------------ | ------------------------------- | ----------------------------------------------- | ------------------------------------------------------------------ |
| 1998–1999    | Upright Citizens Brigade        | Varios                                          | 3 episodios                                                        |
| 2008         | Human Giant                     | T-shirt Fan                                     | Episodio: "I'm Gonna Live Forever!"                                |
| 2009         | Late Night with Jimmy Fallon    | Varios                                          | 2 episodios                                                        |
| 2010         | The Office                      | Empleado de gasolinera                          | Episodio: "The Search"                                             |
| 2011         | Curb Your Enthusiasm            | Guardia de seguridad #1                         | Episodio: "The Divorce"                                            |
| 2011         | The Life & Times of Tim         | Varios voces                                    | 2 episodios                                                        |
| 2012         | Happy Endings                   | Co-Worker 2                                     | Episodio: "Cazsh Dummy Spillionaires"                              |
| 2012         | Up All Night                    | Amigo de Scott #1                               | Episodio: "Thanksgiving"                                           |
| 2012–2014    | Key &amp; Peele                 | Varios                                          | 3 episodios                                                        |
| 2013         | Newsreaders                     | TSA Agent #1                                    | Episodio: "Epic Fail"                                              |
| 2013         | Arrested Development            | Taxista                                         | Episodio: "Flight of the Phoenix"                                  |
| 2013–2015    | Kroll Show                      | Varios                                          | 5 episodios                                                        |
| 2013–2015    | Comedy Bang! Bang!              | Varios                                          | 3 episodios                                                        |
| 2013–2018    | Steven Universe                 | Jamie, Buddy Buddwick, Sailor, Audience Members | Voz, 6 episodios                                                   |
| 2014         | House of Lies                   | Everett                                         | 4 episodios                                                        |
| 2014         | Hawaii Five-0                   | George Moku                                     | Episodio: "Pale 'la"                                               |
| 2014         | Silicon Valley                  |                                                 | Episodio: "Articles of Incorporation"                              |
| 2014         | Playing House                   | D.J.                                            | Episodio: "Spaghetti and Meatballs"                                |
| 2014         | Drunk History                   | Rey Kalaniʻōpuʻu                                | Episodio: "Hawaii"                                                 |
| 2014         | Garfunkel and Oates             | Fred                                            | Episodio: "Hair Swap"                                              |
| 2015         | Parks and Recreation            | Minister Xorpaxx-7                              | Episodio: "One Last Ride"                                          |
| 2015         | Other Space                     | Michael Newman                                  | 8 episodios                                                        |
| 2015         | The Hotwives of Las Vegas       | DJ                                              | Episodio: "Labor of Love"                                          |
| 2015–2017    | Crazy Ex-Girlfriend             | Alex                                            | 5 episodios                                                        |
| 2016         | The UCB Show                    | Performer                                       | Episodio: "Sissy Is My Mommy"                                      |
| 2016         | Teachers                        | Marty Crumbs                                    | 2 episodios                                                        |
| 2016         | Son of Zorn                     | Ron Lee                                         | Episodio: "A Taste of Zephyria"                                    |
| 2016         | The Earliest Show               | Chef Tommy                                      | 2 episodios                                                        |
| 2016–2020    | The Good Place                  | Pillboi                                         | 6 episodios                                                        |
| 2017         | Making History                  | Lonnie Rialto                                   | Episodio: "Night Cream"                                            |
| 2017         | Brooklyn Nine-Nine              | Pandemic                                        | Episodio: "Crime and Punishment"                                   |
| 2017         | Veep                            | Buzzy Kanahale                                  | 2 episodios                                                        |
| 2017         | Do You Want to See a Dead Body? | Gregory                                         | Episodio: "A Body and a High School Reunion (with Joe Lo Truglio)" |
| 2017–2018    | Grace and Frankie               | Oficial Torres                                  | 2 episodios                                                        |
| 2017–2019    | I'm Sorry                       | Brandon                                         | 3 episodios                                                        |
| 2017–2019    | Bajillion Dollar Propertie$     | DJ Rosedragon                                   | 14 episodios                                                       |
| 2018         | Archer                          | Manu                                            | Voz. episodio: "Danger Island: Strange Pilot"                      |
| 2018         | Strange Angel                   | Empleado de Pueblo Powder Company               | Episodio: "Augurs of Spring"                                       |
| 2018         | Wrecked                         | Errol                                           | 6 episodios                                                        |
| 2018         | Dream Corp LLC                  | Patient 37                                      | Episodio: "The Bullied"                                            |
| 2019         | Black Monday                    | Ronnie                                          | 2 episodios                                                        |
| 2019         | Weird City                      | Pandrew                                         | Episode: "A Family"                                                |
| 2019         | Those Who Can't                 | Kenny                                           | Episode: "Yes We Scan"                                             |
| 2019         | Star vs. the Forces of Evil     | Mr. Ordonia                                     | Voice, episode: "Jannanigans"                                      |
| 2019         | Helpsters                       | Librarian                                       | Episodio: "Rita Reader / Cody Gets a Cold"                         |
| 2019         | The Mandalorian                 | Stoke                                           | Episodio: "Chapter 4: Sanctuary"                                   |
| 2019–2020    | Bob's Burgers                   | Brian / Sawyer D.                               | Voz, 2 episodios                                                   |
| 2019–2021    | Tacoma FD                       | Andy Myawani                                    | 36 episodios                                                       |
| 2020         | Carol's Second Act              | Greg                                            | Episodio: "Carol's Crush"                                          |
| 2020         | Loafy                           | Scrooge                                         | Voice, 5 episodes                                                  |
| 2020–2021    | Close Enough                    | Dante / varios                                  | Voz, 4 episodios                                                   |
| 2020–2021    | Central Park                    | Brendan / Kite Boy                              | Voz, 10 episodios                                                  |
| 2020–present | Star Trek: Lower Decks          | Sam Rutherford                                  | Voz, principal                                                     |
| 2021         | No Activity                     | Jarrod                                          | Voz, episodio: "Exit Counselor"                                    |
| 2021-2023    | Loki                            | Casey / Hunter K-5E / Frank Morris              | 8 episodios                                                        |
| 2021         | Ten Year Old Tom                | Hector                                          | Voz, episodio: "Landscaper on the Couch/Nurse's Wedding"           |
| 2021         | The Great North                 | Craig Ptarmigan                                 | Voz, episodio: "Beef's Craig Beef Adventure"                       |
| 2022         | Little Demon                    | Bennigan                                        | Voz                                                                |
| 2023         | Star Trek: Strange New Worlds   | Sam Rutherford                                  | Voz, episodio: "Those Old Scientists"                              |
| 2024         | Rock Paper Scissors             | Putty                                           | Voz, episodio: "Putty"                                             |